# Île Newton
Die Île Newton, auch bekannt als Newton Island, ist eine felsige Insel vor der Küste des ostantarktischen Adélielands. Sie liegt 1,9 km nordnordwestlich des Kap Mousse.
Teilnehmer einer von 1950 bis 1951 dauernden französischen Antarktisexpedition benannten die Insel nach dem englischen Philosophen und Mathematiker Isaac Newton (1643–1727).